# Dudley Russell
Sir Dudley Russell, britanski general, * 1896, † 1978.